# Aeronautica Agricola Mexicana
Aeronautica Agricola Mexicana SA, AAMSA en abrégé, était une coentreprise entre Rockwell International (30 %) et la société mexicaine Industrias Unidas SA (70 %) créée en 1971 pour assurer la production des avions de travail agricole de la gamme Rockwell. Le principal avion construit par l'usine de Pasteje, Mexique est le AAMSA A9B-M Quail, évolution du CallAir A-9 qui fut produit en série jusqu’en 1984.